# Phạm Việt Anh Khoa
Phạm Việt Anh Khoa (sinh ngày 11 tháng 05 năm 1981) là một nhà sản xuất phim Việt Nam, doanh nhân và là nhà sáng lập của hãng phim tư nhân Saiga Films , được biết đến với một số phim của đạo diễn Victor Vũ  như Giao Lộ Định Mệnh - Inferno, Cô dâu đại chiến - Battle of the Brides, Thiên Mệnh Anh Hùng - Blood Letter, Scandal - Bí mật thảm đỏ và Cô dâu đại chiến 2 - Battle of the Brides 2

### Nhà sản xuất
| Năm  | Tựa phim                                    | Ghi chú           |
| ---- | ------------------------------------------- | ----------------- |
| 2010 | Giao Lộ Định Mệnh - Inferno                 | Giám đốc Sản Xuất |
| 2011 | Cô dâu đại chiến - Battle of the Brides     |                   |
| 2012 | Thiên Mệnh Anh Hùng - Blood Letter          |                   |
| 2012 | Scandal - Bí mật thảm đỏ                    |                   |
| 2014 | Cô dâu đại chiến 2 - Battle of the Brides 2 |                   |
| 2016 | Mặt Nạ Máu - The Mask                       |                   |